# Gbomblora
Gbomblora là một tổng thuộc tỉnh Poni ở phía nam Burkina Faso. Thủ phủ là thị xã Gbomblora. Dân số năm 2006 là 19.307 người.

## Các thị xã và làng xã
Bahouan, Baniè, Bontara, Borohir, Boudéo, Boukantié, Boumiè, Dagnoro, Dakoutéon, Dalampouo, Dalampour, Damanadiao, Dombière, Dikpéré, Djèpèra, Djinko, Dolonyoura, Domser, Doudou, Doudou-Birifor, Doumoukéra, Dounkomina, Doyèra, Gamala, Gbokora, Gbomblora-Kpèna, Gbonkoro, Gboulougnora, Gongombiro, Goran, Goribiréra, Hipiel, Houiéo, Houlbèra, Iridiaka, Kalséo, Kampène, Kelgbora, Kohinora-Sansana, Kollé, Korgho, Koukiè, Kouradatéon, Koussin, Kpoko, Lobio, Lombilé, Mébar–Birifor, Mébar–Dagara, Nièssè, Ouardaradou, Oukouéra, Pélinka, Pélinka–Youmboura, Ponalatéon, Sanwara, Sanwara–Tinkiro, Séwèra, Sillaba, Sonsira, Sorkoun, Soukoutéon, Sourapèra, Tampour, Tantouo, Tiogbalandi, Tiomolo, Tobo-Tankori, Tobo-Wélétéon, Tokpora, Tolkaboua, Tonkarlamine, Vourbira, Wirko, Wolo-Wola và Zimoulékpoul.